# Maurizio Giuseppe di Savoia
Maurizio Giuseppe Maria di Savoia (Torino, 13 settembre 1762 – Alghero, 1º settembre 1799) fu un principe del Regno di Sardegna.

## Biografia

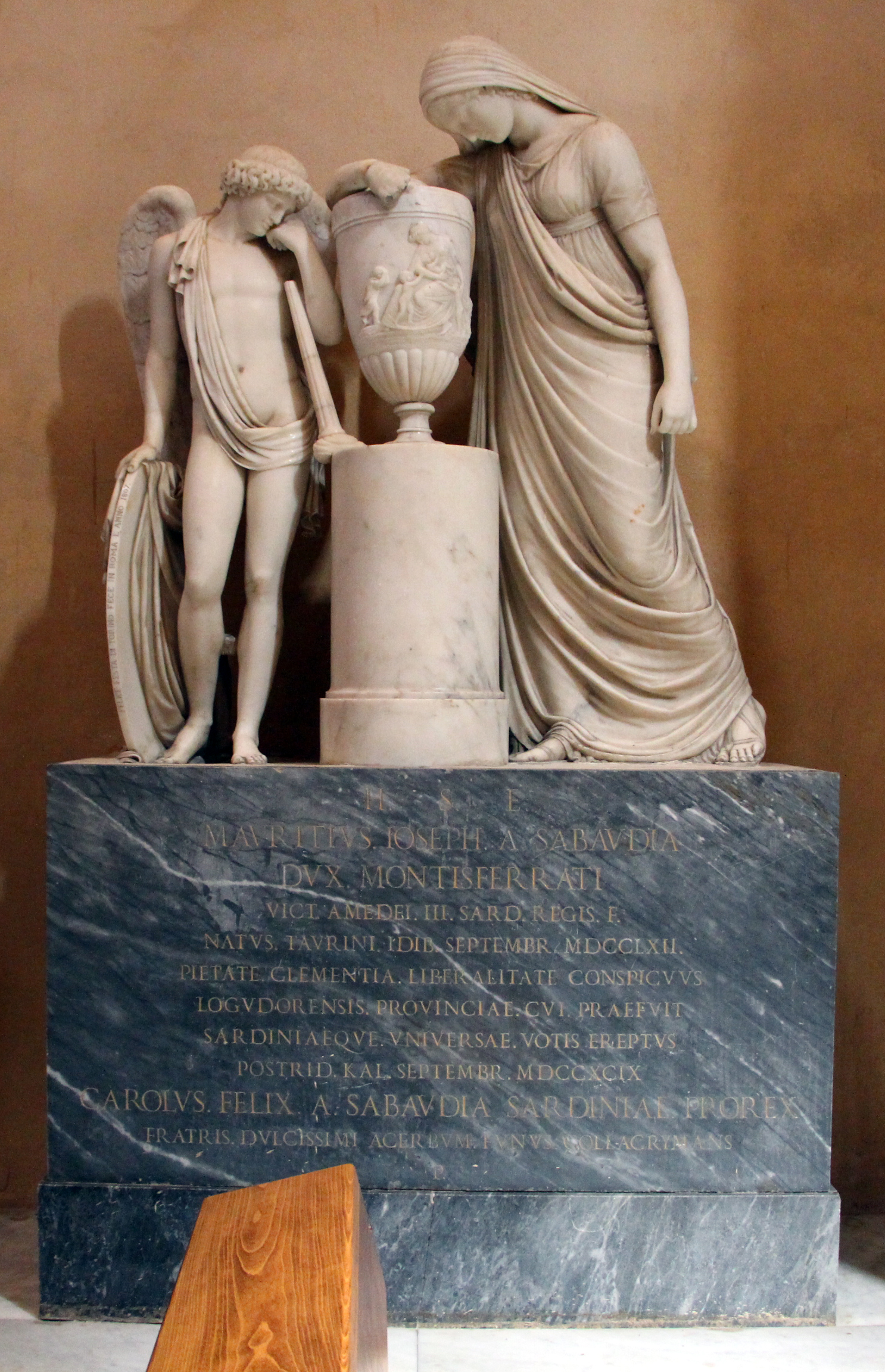
Monumento a Maurizio Giuseppe di Savoia nel Duomo di Alghero.

### Infanzia e giovinezza
Era figlio del re Vittorio Amedeo III di Savoia e della principessa Maria Antonia Ferdinanda di Spagna.
Nacque nel Palazzo Reale di Torino e ricevette il titolo di duca del Monferrato. Nel 1773, anno di incoronazione del padre, divenne quarto nella linea di successione al trono del Regno di Sardegna.
Con lettere patenti datate 3 giugno 1785 gli vennero date in appannaggio con il titolo di principe le città di Nizza Monferrato e Moncalvo e la località di Roccavignale, tutte site nel Monferrato.
Nel 1788 il re fece allestire l'appartamento riservato al terzo piano del Palazzo Reale di Torino.
Scoppiata nel 1789 la rivoluzione francese, nubi oscure si addensarono sul regno sabaudo: scoppiò la guerra tra il Regno di Sardegna e la Francia della Prima Repubblica nella quale Vittorio Amedeo III, dopo quattro anni della cosiddetta Guerra delle Alpi, fu sconfitto e  nel 1796 fu costretto a firmare l'armistizio di Cherasco; poco dopo morì. 
Salì al trono il fratello di Maurizio Carlo Emanuele. Nel 1798 i generali francesi, ormai padroni del Piemonte, obbligarono la famiglia reale ad andare in esilio; tutta la corte dovette lasciare la capitale nel dicembre del 1798.
A causa dell'esilio, il duca non tornò più nelle sue stanze affacciate sulla piazza Castello a Torino, trovando la morte in Sardegna.
Dopo la restaurazione, le sue stanze nel Palazzo Reale di Torino vennero destinate alle sue nipoti, figlie del fratello maggiore Vittorio Emanuele I.

### Governatore della provincia di Sassari
Sotto la minaccia di Napoleone I, dovette lasciare temporaneamente la Sardegna insieme ai fratelli.
Nel giugno del 1799 suo fratello maggiore Carlo Emanuele IV di Savoia lo nominò governatore della provincia di Sassari, titolo che mantenne solo un paio di mesi.

### Morte
Morì il primo settembre 1799 ad Alghero a causa di un'infezione.
Dopo l'abdicazione di suo fratello Vittorio Emanuele I di Savoia nel 1821, sarebbe spettato a Maurizio Giuseppe salire al trono. La corona passò quindi a loro fratello minore Carlo Felice di Savoia, sotto il cui regno venne concessa la prima Costituzione.
È sepolto nella Cattedrale di Santa Maria di Alghero, in un monumento scolpito da Felice Festa. 

## Ascendenza
|                                      |                        |                                                 | Genitori                                                    |  |  | Nonni |  |  | Bisnonni                     |  |  | Trisnonni                   |  |
|                                      |                        |                                                 |                                                             |  |  |       |  |  | Vittorio Amedeo II di Savoia |  |  | Carlo Emanuele II di Savoia |  |
|                                      |                        |                                                 |                                                             |  |  |       |  |  | Vittorio Amedeo II di Savoia |  |  | Carlo Emanuele II di Savoia |  |
|                                      |                        | Maria Giovanna Battista di Savoia-Nemours       |                                                             |  |  |       |  |  | Vittorio Amedeo II di Savoia |  |  |                             |  |
| Carlo Emanuele III di Savoia         |                        |                                                 |                                                             |  |  |       |  |  | Vittorio Amedeo II di Savoia |  |  |                             |  |
|                                      |                        | Anna Maria d'Orléans                            | Filippo I di Borbone-Orléans                                |  |  |       |  |  |                              |  |  |                             |  |
|                                      |                        | Anna Maria d'Orléans                            | Filippo I di Borbone-Orléans                                |  |  |       |  |  |                              |  |  |                             |  |
|                                      |                        | Anna Maria d'Orléans                            | Enrichetta Anna Stuart                                      |  |  |       |  |  |                              |  |  |                             |  |
| Vittorio Amedeo III di Savoia        |                        | Anna Maria d'Orléans                            |                                                             |  |  |       |  |  |                              |  |  |                             |  |
|                                      |                        | Ernesto Leopoldo di Assia-Rotenburg             | Guglielmo d'Assia-Rotenburg                                 |  |  |       |  |  |                              |  |  |                             |  |
|                                      |                        | Ernesto Leopoldo di Assia-Rotenburg             | Guglielmo d'Assia-Rotenburg                                 |  |  |       |  |  |                              |  |  |                             |  |
|                                      |                        | Ernesto Leopoldo di Assia-Rotenburg             | Maria Anna di Löwenstein-Wertheim-Rochefort                 |  |  |       |  |  |                              |  |  |                             |  |
| Polissena Cristina d'Assia-Rotenburg |                        | Ernesto Leopoldo di Assia-Rotenburg             |                                                             |  |  |       |  |  |                              |  |  |                             |  |
|                                      |                        | Eleonora Maria di Löwenstein-Wertheim-Rochefort | Massimiliano Carlo Alberto di Löwenstein-Wertheim-Rochefort |  |  |       |  |  |                              |  |  |                             |  |
|                                      |                        | Eleonora Maria di Löwenstein-Wertheim-Rochefort | Massimiliano Carlo Alberto di Löwenstein-Wertheim-Rochefort |  |  |       |  |  |                              |  |  |                             |  |
|                                      |                        | Eleonora Maria di Löwenstein-Wertheim-Rochefort | Polissena Maria Khuen von Lichtenberg und Belasi            |  |  |       |  |  |                              |  |  |                             |  |
| Maurizio Giuseppe di Savoia          |                        | Eleonora Maria di Löwenstein-Wertheim-Rochefort |                                                             |  |  |       |  |  |                              |  |  |                             |  |
|                                      | Luigi, il Gran Delfino | Luigi XIV di Francia                            |                                                             |  |  |       |  |  |                              |  |  |                             |  |
|                                      | Luigi, il Gran Delfino | Luigi XIV di Francia                            |                                                             |  |  |       |  |  |                              |  |  |                             |  |
|                                      | Luigi, il Gran Delfino | Maria Teresa d'Austria                          |                                                             |  |  |       |  |  |                              |  |  |                             |  |
| Filippo V di Spagna                  | Luigi, il Gran Delfino |                                                 |                                                             |  |  |       |  |  |                              |  |  |                             |  |
|                                      |                        | Maria Anna di Baviera                           | Ferdinando Maria di Baviera                                 |  |  |       |  |  |                              |  |  |                             |  |
|                                      |                        | Maria Anna di Baviera                           | Ferdinando Maria di Baviera                                 |  |  |       |  |  |                              |  |  |                             |  |
|                                      |                        | Maria Anna di Baviera                           | Enrichetta Adelaide di Savoia                               |  |  |       |  |  |                              |  |  |                             |  |
| Maria Antonietta di Borbone-Spagna   |                        | Maria Anna di Baviera                           |                                                             |  |  |       |  |  |                              |  |  |                             |  |
|                                      |                        | Odoardo II Farnese                              | Ranuccio II Farnese                                         |  |  |       |  |  |                              |  |  |                             |  |
|                                      |                        | Odoardo II Farnese                              | Ranuccio II Farnese                                         |  |  |       |  |  |                              |  |  |                             |  |
|                                      |                        | Odoardo II Farnese                              | Isabella d'Este                                             |  |  |       |  |  |                              |  |  |                             |  |
| Elisabetta Farnese                   |                        | Odoardo II Farnese                              |                                                             |  |  |       |  |  |                              |  |  |                             |  |
|                                      |                        | Dorotea Sofia di Neuburg                        | Filippo Guglielmo del Palatinato                            |  |  |       |  |  |                              |  |  |                             |  |
|                                      |                        | Dorotea Sofia di Neuburg                        | Filippo Guglielmo del Palatinato                            |  |  |       |  |  |                              |  |  |                             |  |
|                                      |                        | Dorotea Sofia di Neuburg                        | Elisabetta Amalia d'Assia-Darmstadt                         |  |  |       |  |  |                              |  |  |                             |  |
|                                      |                        | Dorotea Sofia di Neuburg                        |                                                             |  |  |       |  |  |                              |  |  |                             |  |